# Mura dionigiane
(Dominique Vivant Denon Voyage en Sicile)
Le mura dionigiane o mura di Dionisio, sono una cinta muraria fatta costruire dal tiranno Dionisio I di Siracusa tra il 402 a.C. e il 397 a.C. per fortificare il pianoro dell'Epipoli di Siracusa ancora privo di fortificazioni, permettendo in questo modo di mantenere il più ampio controllo della città anche sotto assedio.
Le mura cingevano completamente l'antica città di Siracusa per un perimetro di ben 21 km (27 se si contano anche quelle presenti in Ortigia) e si riunivano nel punto più alto in corrispondenza del Castello Eurialo. Le mura sono da considerarsi le più estese del Mondo Classico, superando persino le Mura Aureliane di Roma.

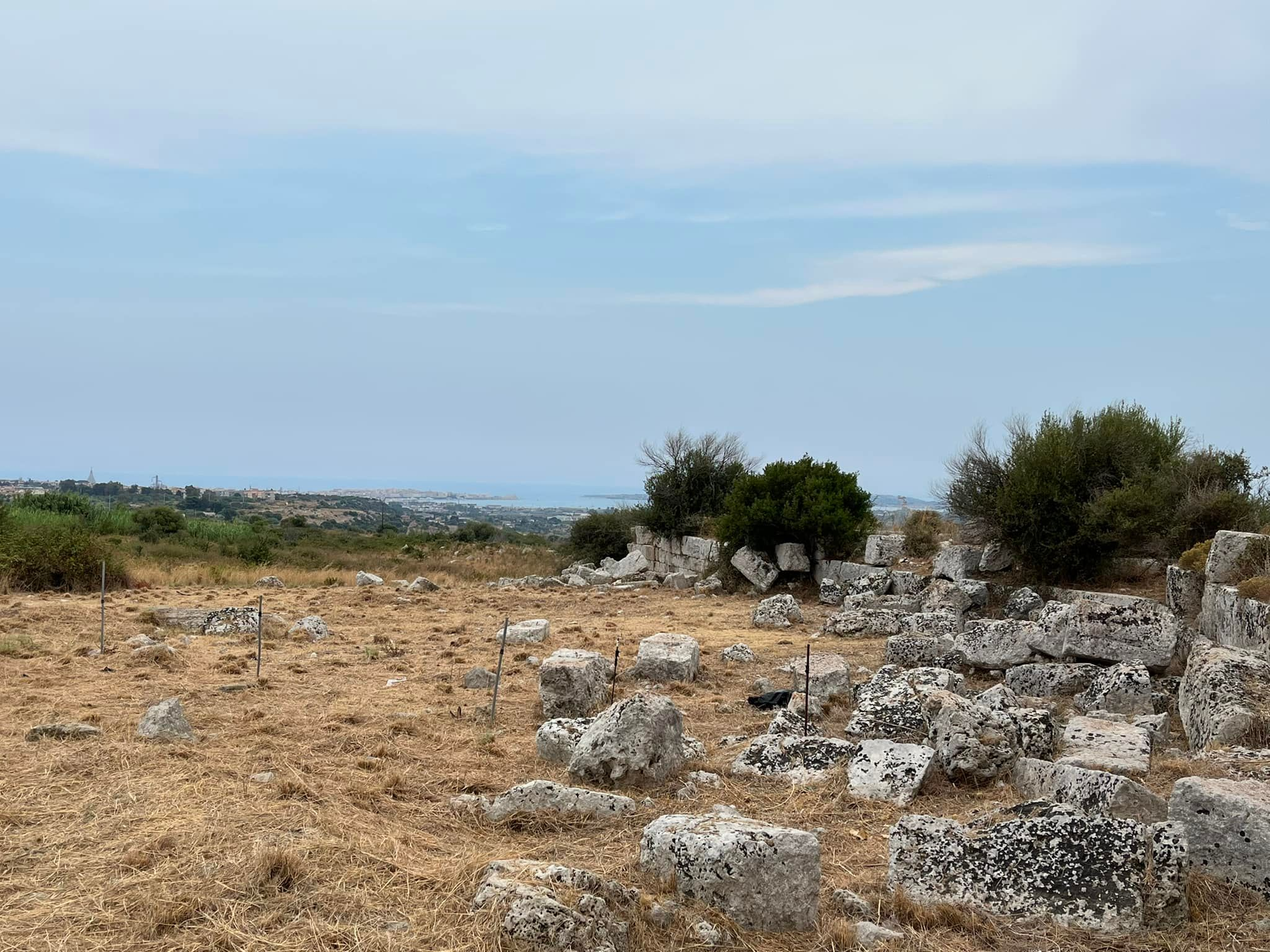
Il porto di Siracusa visibile dalle mura dionigiane

Costruite sull'altopiano dell'Epipoli esse sfruttavano le pendenze naturali della zona, offrendo un'ampia vista sulla città permettendo l'avvistamento di qualsiasi minaccia nemica. Le mura costeggiavano il mare da nord sino a Ortigia, mentre da sud arrivavano al porto grande virando nei pressi dell'attuale Cimitero Comunale. 

Le mura sono costruite con rocce calcaree estratte dalle vicine cave di pietra che sorgono numerose accanto al percorso di recinzione.
Le mura furono già utili durante le guerre contro la città di Cartagine, che assediò Siracusa nel 397 a.C. e furono a lungo un ostacolo per i Romani. Il matematico Archimede avrebbe difeso la sua città bruciando le navi romane con i famosi specchi ustori. La città poi, venne conquistata ugualmente nel 212 a.C., due secoli dopo la costruzione del Castello Eurialo.
Con la conquista romana, le mura vennero rafforzate rendendo ancora più inespugnabile la città aretusea, che da città culturale divenne una vera e propria roccaforte militare che l'Impero Romano teneva molto in considerazione.
Dopo l'Impero Romano, con i Bizantini, Arabi, Normanni, Svevi e così via, le mura iniziarono ad essere demolite per prelevare blocchi di pietra usati per costruire i nuovi edifici.
Con il terremoto del 1693 le mura dionigiane crollarono del tutto e vennero solo riscoperte durante gli scavi condotti dall'archeologo Paolo Orsi.
A causa della loro importanza storica e architettonica rientrano tra le opere importanti menzionate dall'UNESCO a Siracusa.

## Le porte urbiche

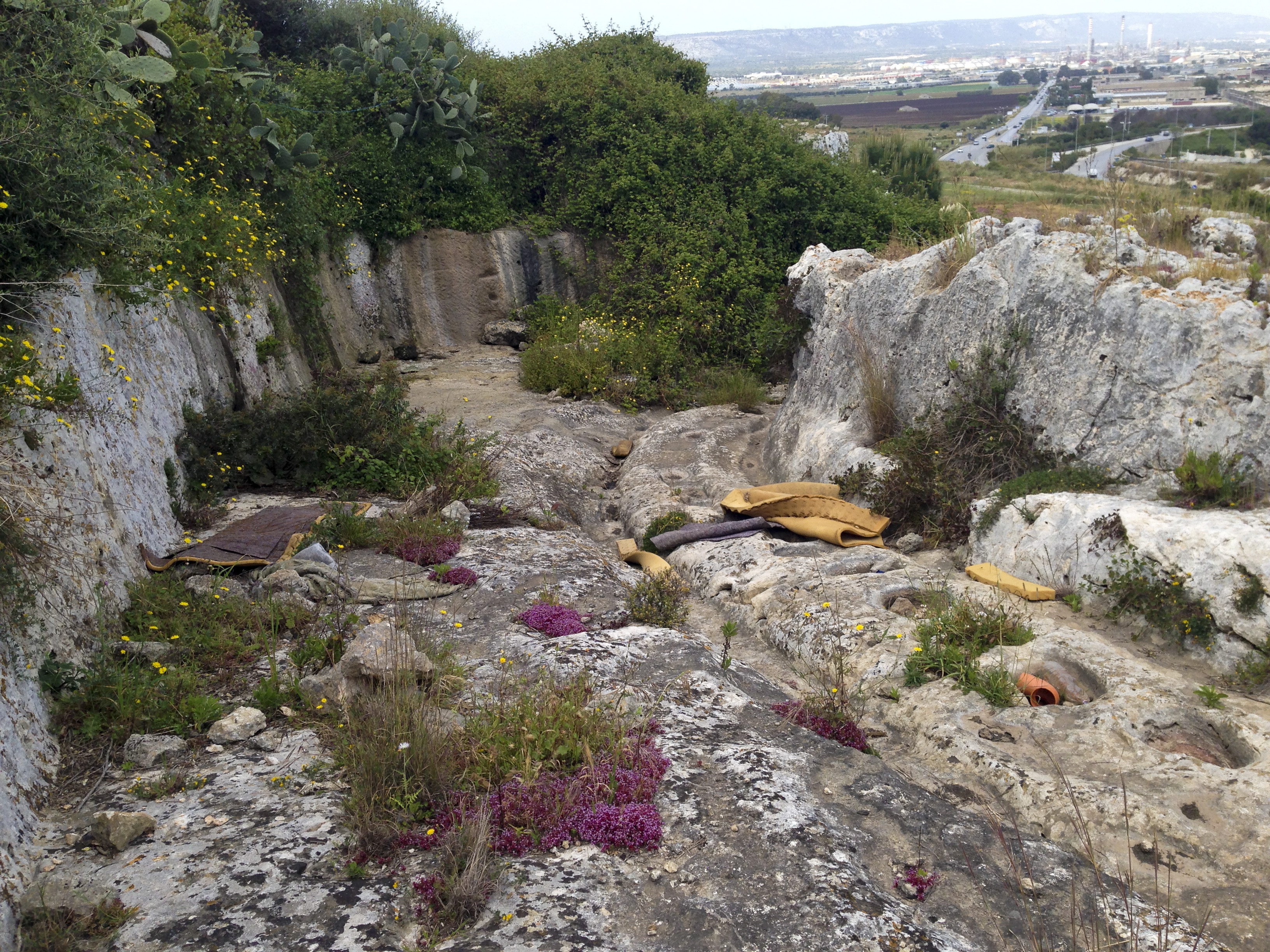
Porta Scea

Le mura dionigiane avevano diverse porte di accesso alla città. Alcune di esse risultano essere ancora leggibili soprattutto nella zona settentrionale della città. Una porta è ben visibile nei pressi del castello Eurialo sul versante nord detta Trypilon, una seconda si erge sul versante sud dove si trova l'odierno viale Epipoli. Nella zona di Scala Greca è presente la Porta Scea, mentre l'Exapilon pur non essendo più leggibile dovrebbe corrispondere all'asse viario di Siracusa nord in direzione di Targia. Una porta urbica è inoltre presente a Ortigia (nell'attuale scavo di via XX Settembre) e consentiva l'accesso tra la Neapolis e la fortezza di Ortigia.

## Numeri delle mura

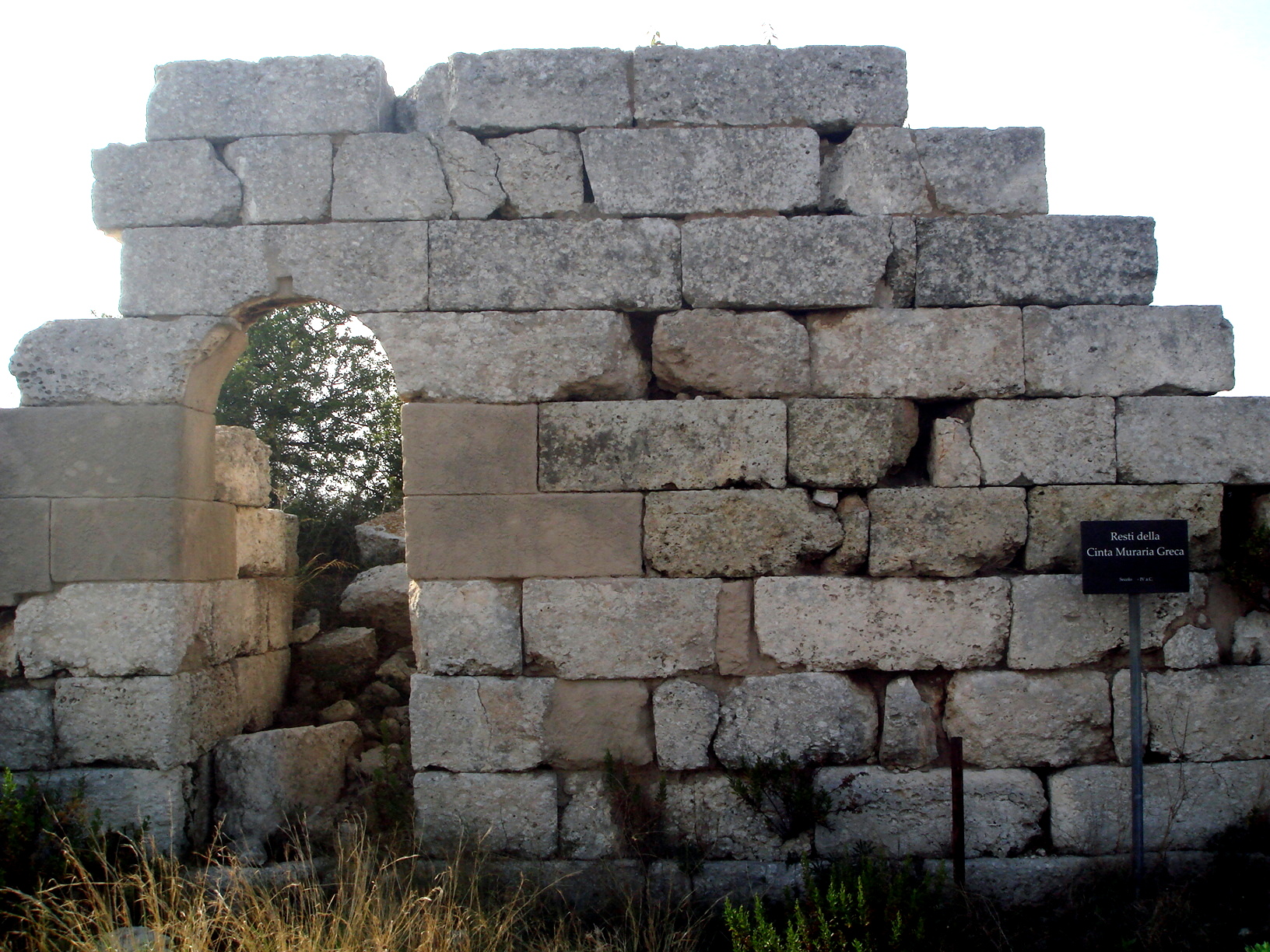
Torre di avvistamento

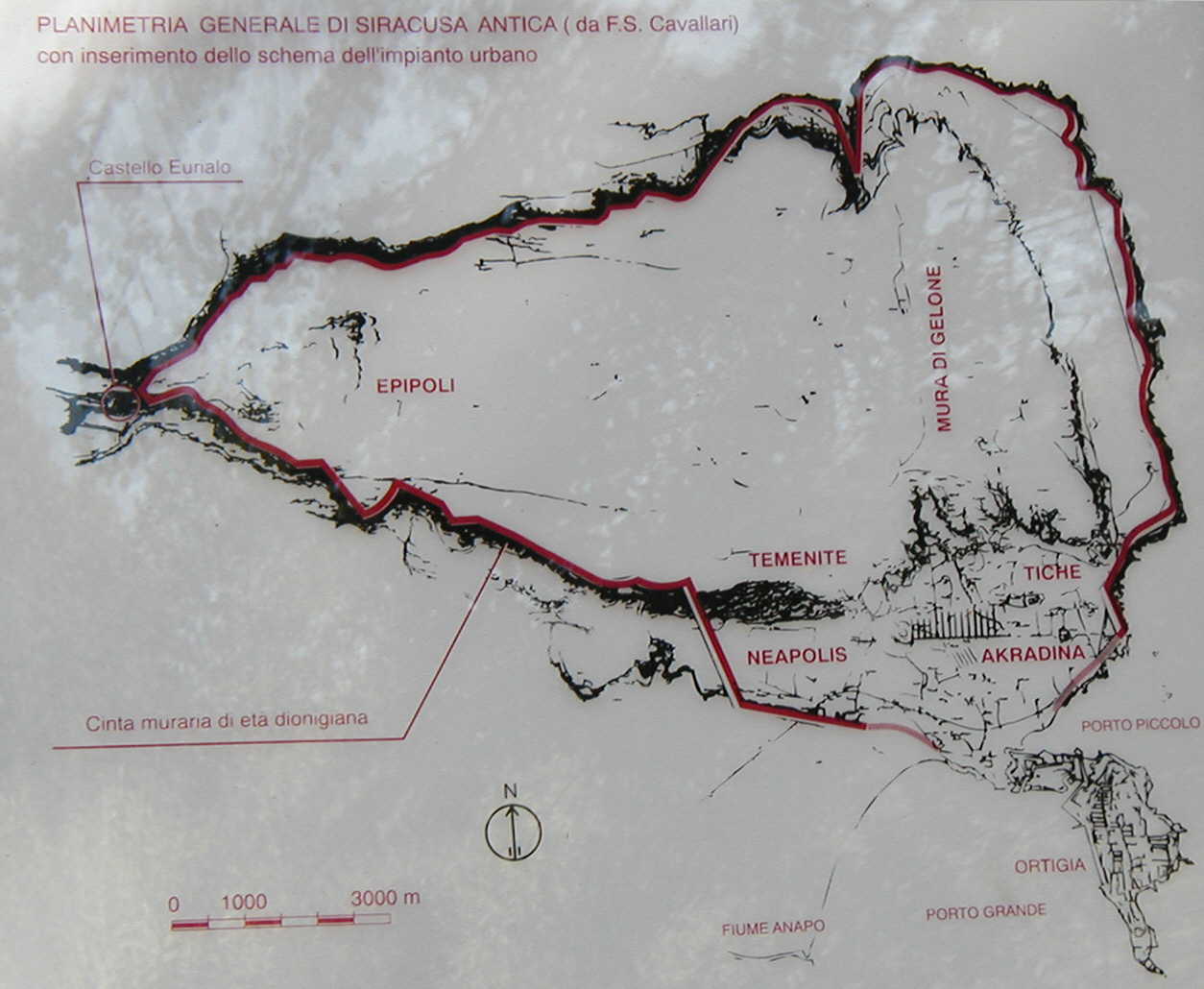
Le mura di Siracusa

Alla base il loro spessore era variabile tra i 3,3 m e i 5,35 m, e alte diversi metri. Le torri conosciute ammontavano a 14, la più grande di esse misurava 8,5 x 8,5 m. Per la costruzione dell'intera cinta muraria secondo Diodoro Siculo furono impiegati 70.000 schiavi e 6.000 buoi divisi in squadre di 200, con un ritmo di riempimento di 300 tonnellate al giorno di blocchi.
(Diodoro Siculo, XIV)

## Le descrizioni dei viaggiatori
Nella seconda metà del Settecento diversi viaggiatori, visitando Siracusa, osserveranno l'imponenza delle mura.
Patrick Brydone nel 1770 da una descrizione generica delle mura di Siracusa scrivendo solo: 
(Patrick Brydone, A tour trough Sicily and Malta)

Provenendo da nord Jean Houël nel 1777 vide i pochi resti delle mura che cingevano per tutta la sua estensione. Ormai il prelievo per il riutilizzo era già avvenuto da diverso tempo e ciò che restava era davvero poco. La descrizione fa supporre che egli abbia visitato anche le rovine del Castello Eurialo, dato che parla di tunnel. 
Allontanandosi da questo luogo che porta il nome antico di Epipoli, le vestigia diventano più rare. Si vedono soltanto grandi porzioni di mura doppie affiancate da torri che formavano la cinta della città e che abbracciavano la roccia piana appena descritta. Ho tracciato, seguendo il Mirabella, la lunghezza di queste mura per farne vedere l'antico circuito.»
Vivant Denon nel 1778 osserva le tracce delle mura partendo da sud: 
(Dominique Vivant Denon Voyage en Sicilie)
Avendo quel giorno eseguito il giro del quartiere Acradina concluderà dicendo che le dimensioni delle mura sono paragonabili a quelle della Parigi di allora.

## Progetti
Questo patrimonio architettonico risulta finora non valorizzato per la sua naturale predisposizione turistica, tuttavia nell'ultimo Piano Regolatore Generale della città è prevista la costruzione di un "parco delle mura dionigiane", un immenso parco ad anello atto a proteggere e consentire una fruizione delle mura stesse. Tuttavia la sua istituzione necessita ancora di adeguata progettazione e di finanziamenti seppur il parco è stato istituito nel 2014.